# Realia (classificatie)
Realia zijn in de bibliotheekwetenschap en aanverwante disciplines voorwerpen zoals muntstukken, textiel en werktuigen die niet in de gewone classificatie passen.
Bij het vertalen wordt de term "realia" in een veel algemenere zin gebruikt, nl. voor alles wat typisch is voor een bepaalde cultuur en de manier waarop dit in de bijbehorende taal tot uiting komt. Zie verder Realia (vertalen).

## Bibliotheek / museum
In classificatiesystemen zijn realia driedimensionale voorwerpen die zowel door mensen gemaakt kunnen zijn (bijvoorbeeld artefacten en gebruiksvoorwerpen) als natuurlijk (bijvoorbeeld chemische monsters). Ze worden geleend, gekocht of geschonken door bijvoorbeeld een leraar of instantie (bibliotheek, museum). Soms gaat het om voorwerpen of documenten van aanzienlijke omvang, die niet gemakkelijk in de catalogus kunnen worden ondergebracht. Bij verzamelingen van archieven en manuscripten gaat het vaak om souvenirs zoals insignes, ordetekens of sieraden, meestal voorzien van enige documentatie; als gift worden dergelijke objecten door regeringen en officiële archiefinstellingen meestal verworpen als er geen verdere documentatie bij zit. Alleen in kinderbibliotheken hoeven realia soms niet aan de strenge eis van bijgeleverde documentatie te voldoen. Het kan dan bijvoorbeeld gaan om stukken speelgoed die kunnen worden uitgeleend.
Objecten zoals hoofdhaar, naaldwerk, kleren en speelgoed zijn realia die vaak horen bij belangrijkere zaken zoals boekverzamelingen en persoonlijke documenten. Niet alle voorwerpen zijn altijd gewenst, bijvoorbeeld omdat ze moeilijk te onderhouden zijn (dit geldt met name voor papier en textiel). Meestal moet de donateur vooraf schriftelijk instemmen met het feit dat de archivist de voorwerpen die niet rechtstreeks van belang zijn (bijvoorbeeld voor het begrijpen van een manuscript) op elk moment kan vernietigen of doorverkopen. 
Grote bibliotheken hebben soms een speciale regeling voor voorwerpen die te maken hebben met literair werk, en zeer grote bibliotheken hebben soms een aparte afdeling voor museumvoorwerpen die toegevoegde waarde bezitten, met name omdat ze zijn verbonden met bijvoorbeeld bepaalde auteurs of kenobjecten, terwijl de intrinsieke waarde van het object meestal van minder belang is. Dit kan bijvoorbeeld een ganzeveer zijn die verondersteld wordt aan John Hancock te hebben toebehoord, of een verzameling veldflessen, uniformen, gevechtslaarzen e.d. uit een bepaalde oorlog, zoals de Eerste of de Tweede Wereldoorlog of de Vietnamoorlog.